# Грекко, Луис
Луис Грекко, также встречается вариант записи фамилии как Греко (исп. Luis Grecco / Luis Greco; дата и место рождения и смерти неизвестны) — уругвайский футболист и тренер. Под его руководством сборная Уругвая одержала крупнейшую победу в своей истории, разгромив в 1927 году сборную Боливии со счётом 9:0.

## Биография

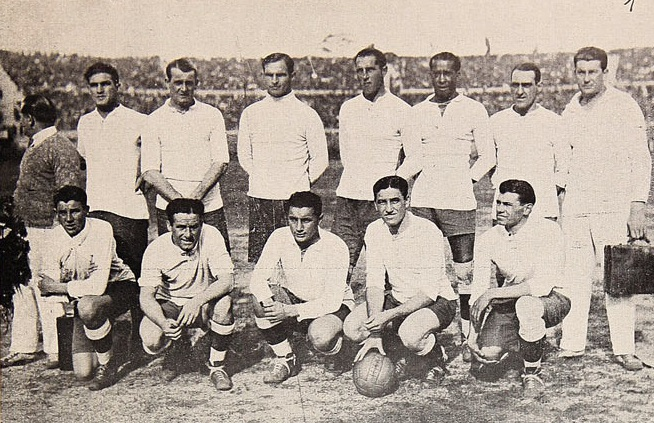
Уругвай — чемпион мира 1930. На фотографии Луис Грекко стоит с чемоданом крайним справа.

О биографии Луиса Грекко мало сведений. В переводе с итальянского его фамилия означает «грек» и, по всей видимости, он или его предки были выходцами из Италии, имевшими корни в Греции. Известно, что Грекко играл в футбол за команду «Сентраль» (ныне — «Сентраль Эспаньол») на момент его вызова в национальную команду. Сыграл за сборную Уругвая в одном матче против Бразилии. Игра состоялась 16 октября 1917 года и завершилась победой «селесте» со счётом 3:0. Грекко забил два первых гола — на 20-й и 30-й минутах, а третий мяч в ворота бразильцев отправил Исабелино Градин.
В 1920-е годы работал футбольным тренером. В 1927 году был назначен главным тренером сборной Уругвая. Руководил командой на чемпионате Южной Америки в Лиме. Уругвайцы начали турнир с двух сокрушительных побед — над хозяевами первенства перуанцами (4:0) и сборной Боливии (9:0). Результат второго матча стал историческим — это была самая крупная победа в истории сборной Уругвая, данный результат не превзойдён и в XXI веке. В третьем матче Уругвай уступил Аргентине со счётом 2:3, и в итоге финишировал на втором месте.
В следующем году Грекко покинул пост главного тренера сборной, вместо него команду возглавил Примо Джанотти, приведший Уругвай к победе в Олимпийском футбольном турнире 1928 года.
Луис Грекко входил в тренерский штаб Альберто Суппичи на победном домашнем чемпионате мира 1930 года. Кроме Грекко в штаб входили также Педро Ариспе, Эрнесто Фиголи и Педро Оливьери.

## Тренерские достижения
- Вице-чемпион Южной Америки (1): 1927 (в качестве главного тренера)
- Чемпион мира (1): 1930 (в качестве ассистента тренера)